# 앤서니 콜린스

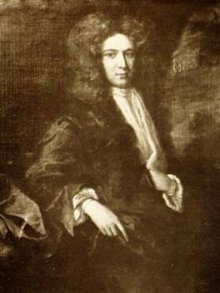
앤서니 콜린스의 초상화

앤서니 콜린스(Anthony Collins, 1676년 6월 21일 - 1729년 12월 31일)은 영국의 이신론자(理神論者), 자유사상가이다. 만년에 존 로크와 친교를 맺어 그에게서 강한 영향을 받았다. '자유로운 사고, 즉 자유로운 이성의 탐구에 의해서 승인된 것만이 진리라고 하였다. 기적이나 예언, 영혼불멸등을 초이성적(超理性的)인 것이라고 하여 부정하였다.

## 생애
- 1676년~1729년

### 국적
- 영국

### 활동분야
- 종교분야

### 주요저서
- 자유사고론(A Discourse of Free Thinking(1713))

### 주요작품
- 인간의 자유와 필연에 대하여(Inquire Concerning Human Liberty adn Necessity (1915))